# طواف أين 2021
طواف أين 2021 (بالفرنسية: Tour de l'Ain 2021)‏ هو سباق دراجات هوائية من فئة سباق المرحلة، وهو الموسم رقم 33 من طواف أين، وأقيم خلال الفترة 29 يوليو 2021، وحتى 31 يوليو 2021، وهو أحد سباقات طواف أوروبا للدراجات 2021.
فاز بالمركز الأول مايكل ستورر، وبالمركز الثاني Harm Vanhoucke ‏، وبالمركز الثالث ماتيو باديلاتي، وفاز مايكل ستورر في ترتيب النقاط، وكان الفائز حسب النقاط للشباب Andrea Bagioli ‏، وكان الفائز في تصنيف الجبال مايكل ستورر، والفائز في تصنيف القتال مايكل ستورر، وفاز لوتو سودال في ترتيب الفرق.

## الفرق
| فرق عالمية (8)- AG2R Citroën Team - Cofidis - Deceuninck-Quick Step - Team DSM - Groupama-FDJ - Lotto Soudal - Trek-Segafredo - Intermarché-Wanty-Gobert Matériaux فرق برو (8)- Alpecin-Fenix - Arkéa-Samsic - 2021 بي آند بي هوتيلز ‏ - كاجا رورال-سيغوروس 2021 ‏ - ديلكو 2021 ‏ - غازبروم روسفيلو 2021 ‏ - فريق إيولو كوميت لركوب الدراجات 2021 ‏ - TotalEnergies فرق قارية (3)- Hagens Berman Jayco ‏ - إس تي ميشيل-أوبير 93 2021 ‏ - Van Rysel–Roubaix ‏ فرق وطنية (2)- فريق ألمانيا للدراجات الهوائية على الطريق تحت 23 سنة 2021 ‏ - فريق فرنسا لركوب الدراجات للرجال 2021 ‏ |  |
| |  |

## المراحل
| قائمة المراحل | قائمة المراحل | قائمة المراحل                     | قائمة المراحل      | قائمة المراحل | قائمة المراحل   | قائمة المراحل |
| المرحلة       | التاريخ       | الدورة                            |                    | المسافة (كم)  | الفائز بالمرحلة | القائد العام  |
| ------------- | ------------- | --------------------------------- | ------------------ | ------------- | --------------- | ------------- |
| مرحلة 1       | 29 يوليو      | Parc des oiseaux ‏ – بورغ أون بريس | مرحلة مستوية       | 139٫27        | ألفارو هودج     | ألفارو هودج   |
| مرحلة 2       | 30 يوليو      | لانيو – سان-فولباس                | مرحلة جبلية متوسطة | 137٫33        | جورج زيمارمان   | جورج زيمارمان |
| مرحلة 3       | 31 يوليو      | إزيرنور – ليليكس                  | مرحلة جبلية متوسطة | 124٫01        | مايكل ستورر     | مايكل ستورر   |

## النتيجة

### مرحلة 1
هي مرحلة بسيطة، أقيمت في 29 يوليو 2021، وامتدّت لمسافة 139.27 كيلومتر. فاز بالمرحلة ألفارو هودج، وكان متصدر الترتيب العام في نهاية المرحلة ألفارو هودج، وكان المتصدر حسب ترتيب النقاط ألفارو هودج، وكان المتصدر في ترتيب التسلق Alexander Tarlton ‏، وتصدر ترتيب النقاط للشباب Jason Tesson ‏، وكان متصدر ترتيب الفرق أيه إل أم.
| التصنيف العام         | التصنيف العام       | التصنيف العام | التصنيف العام                      | التصنيف العام |
| العداء                | العداء              | البلد         | الفريق                             | الوقت         |
| --------------------- | ------------------- | ------------- | ---------------------------------- | ------------- |
| 1                     | ألفارو هودج         | كولومبيا      | دكونيك كويك ستب                    | 3 س 4 د 47 ث  |
| 2                     | ناصر بوهاني         | فرنسا         | اركيا سامسيك                       | + 4 ث         |
| 3                     | بريان كوكار         | فرنسا         | B&B Hotels p/b KTM                 | + 6 ث         |
| 4                     | نيكولو بونيفازيو    | إيطاليا       | TotalEnergies                      | + 10 ث        |
| 5                     | Jason Tesson ‏       | فرنسا         | Saint Michel-Auber 93              | + 10 ث        |
| 6                     | ريكاردو مينالي      | إيطاليا       | Intermarché Wanty Gobert Matériaux | + 10 ث        |
| 7                     | Florian Vermeersch ‏ | بلجيكا        | لوتو سودال                         | + 10 ث        |
| 8                     | ايمانويل مورين      | فرنسا         | Cofidis                            | + 10 ث        |
| 9                     | كليمان فنتوريني     | فرنسا         | AG2R Citroën Team                  | + 10 ث        |
| 10                    | يجف دي بوندت        | بلجيكا        | Alpecin-Fenix                      | + 10 ث        |
| مصدر: ProCyclingStats |                     |               |                                    |               |

### مرحلة 2
هي مرحلة جبلية متوسطة، أقيمت في 30 يوليو 2021، وامتدّت لمسافة 137.33 كيلومتر. فاز بالمرحلة جورج زيمرمان، وكان متصدر الترتيب العام في نهاية المرحلة جورج زيمرمان، وكان المتصدر حسب ترتيب النقاط جورج زيمرمان، وكان المتصدر في ترتيب التسلق Sylvain Moniquet ‏، وتصدر ترتيب النقاط للشباب Georg Steinhauser ‏، وكان متصدر ترتيب الفرق لوتو سودال.
| التصنيف العام         | التصنيف العام           | التصنيف العام | التصنيف العام                      | التصنيف العام |
| العداء                | العداء                  | البلد         | الفريق                             | الوقت         |
| --------------------- | ----------------------- | ------------- | ---------------------------------- | ------------- |
| 1                     | جورج زيمارمان           | ألمانيا       | Intermarché-Wanty-Gobert Matériaux | 6 س 10 د 29 ث |
| 2                     | مايكل ستورر             | أستراليا      | Team DSM                           | + 4 ث         |
| 3                     | Harm Vanhoucke ‏         | بلجيكا        | لوتو سودال                         | + 6 ث         |
| 4                     | Rémy Rochas ‏            | فرنسا         | Cofidis                            | + 10 ث        |
| 5                     | Georg Steinhauser ‏      | ألمانيا       | ألمانيا تحت 23                     | + 10 ث        |
| 6                     | ماتيو باديلاتي          | سويسرا        | Groupama-FDJ                       | + 10 ث        |
| 7                     | خوسيه مانويل دياز       | إسبانيا       | Delko                              | + 28 ث        |
| 8                     | Aurélien Paret-Peintre ‏ | فرنسا         | AG2R Citroën Team                  | + 32 ث        |
| 9                     | بيير لاتور              | فرنسا         | TotalEnergies                      | + 32 ث        |
| 10                    | Clément Champoussin ‏    | فرنسا         | AG2R Citroën Team                  | + 32 ث        |
| مصدر: ProCyclingStats |                         |               |                                    |               |

### مرحلة 3
هي مرحلة جبلية متوسطة، أقيمت في 31 يوليو 2021، وامتدّت لمسافة 124.01 كيلومتر. فاز بالمرحلة مايكل ستورر، وكان متصدر الترتيب العام في نهاية المرحلة مايكل ستورر، وكان المتصدر حسب ترتيب النقاط مايكل ستورر، وكان المتصدر في ترتيب التسلق مايكل ستورر، وتصدر ترتيب النقاط للشباب Andrea Bagioli ‏، وكان متصدر ترتيب الفرق لوتو سودال.
| التصنيف العام         | التصنيف العام        | التصنيف العام | التصنيف العام                      | التصنيف العام |
| العداء                | العداء               | البلد         | الفريق                             | الوقت         |
| --------------------- | -------------------- | ------------- | ---------------------------------- | ------------- |
| 1                     | مايكل ستورر          | أستراليا      | Team DSM                           | 9 س 0 د 35 ث  |
| 2                     | Harm Vanhoucke ‏      | بلجيكا        | لوتو سودال                         | + 55 ث        |
| 3                     | ماتيو باديلاتي       | سويسرا        | Groupama-FDJ                       | + 1 د 01 ث    |
| 4                     | Andrea Bagioli ‏      | إيطاليا       | دكونيك كويك ستب                    | + 1 د 15 ث    |
| 5                     | ماتياس سكجلموس جنسن  | الدنمارك      | تريك سيغافريدو                     | + 1 د 17 ث    |
| 6                     | Clément Champoussin ‏ | فرنسا         | AG2R Citroën Team                  | + 1 د 23 ث    |
| 7                     | جورج زيمارمان        | ألمانيا       | Intermarché-Wanty-Gobert Matériaux | + 1 د 29 ث    |
| 8                     | Rémy Rochas ‏         | فرنسا         | Cofidis                            | + 1 د 39 ث    |
| 9                     | Georg Steinhauser ‏   | ألمانيا       | ألمانيا تحت 23                     | + 1 د 46 ث    |
| 10                    | خوسيه مانويل دياز    | إسبانيا       | Delko                              | + 1 د 57 ث    |
| مصدر: ProCyclingStats |                      |               |                                    |               |

## المشاركون
| AG2R Citroën Team ACT | AG2R Citroën Team ACT   | AG2R Citroën Team ACT |
| --------------------- | ----------------------- | --------------------- |
| م                     | عداء                    | مرتبة                 |
| 1                     | Clément Champoussin ‏    | 6                     |
| 2                     | Dorian Godon ‏           | 68                    |
| 3                     | Aurélien Paret-Peintre ‏ | 38                    |
| 4                     | Nans Peters ‏            | 77                    |
| 5                     | Nicolas Prodhomme ‏      | 51                    |
| 6                     | كليمان فنتوريني         | 32                    |

| Cofidis COF | Cofidis COF    | Cofidis COF |
| ----------- | -------------- | ----------- |
| م           | عداء           | مرتبة       |
| 11          | Victor Lafay ‏  | 37          |
| 12          | توماس شامبيون  | 59          |
| 13          | جيمبي دراكر    | 86          |
| 14          | Eddy Finé ‏     | 67          |
| 15          | ايمانويل مورين | 71          |
| 16          | Rémy Rochas ‏   | 8           |

| Groupama-FDJ GFC | Groupama-FDJ GFC | Groupama-FDJ GFC |
| ---------------- | ---------------- | ---------------- |
| م                | عداء             | مرتبة            |
| 21               | أنطوان دوتشيسن   | 60               |
| 22               | Simon Guglielmi ‏ | 43               |
| 23               | أوليفييه لو جاك  | 11               |
| 24               | توبياس لودفيجسون | 54               |
| 25               | رودي مولار       | 17               |
| 26               | ماتيو باديلاتي   | 3                |

| Deceuninck-Quick Step DQT | Deceuninck-Quick Step DQT | Deceuninck-Quick Step DQT |
| ------------------------- | ------------------------- | ------------------------- |
| م                         | عداء                      | مرتبة                     |
| 31                        | Shane Archbold ‏           | 82                        |
| 32                        | Andrea Bagioli ‏           | 4                         |
| 33                        | يان غاريسون               | 101                       |
| 34                        | ألفارو هودج               | 70                        |
| 35                        | Stijn Steels ‏             | 92                        |
| 36                        | Jannik Steimle ‏           | 42                        |

| Team DSM DSM | Team DSM DSM        | Team DSM DSM     |
| ------------ | ------------------- | ---------------- |
| م            | عداء                | مرتبة            |
| 41           | فيليكس غال          | 91               |
| 42           | مايكل ستورر         | 1                |
| 43           | Florian Stork ‏      | 99               |
| 44           | Marco Brenner ‏      | OTL-3            |
| 45           | Gianmarco Garofoli ‏ | لم يكمل السباق-2 |
| 46           | Henri Vandenabeele ‏ | 48               |

| Intermarché-Wanty-Gobert Matériaux IWG | Intermarché-Wanty-Gobert Matériaux IWG | Intermarché-Wanty-Gobert Matériaux IWG |
| -------------------------------------- | -------------------------------------- | -------------------------------------- |
| م                                      | عداء                                   | مرتبة                                  |
| 51                                     | Jérémy Bellicaud ‏                      | لم يكمل السباق-3                       |
| 52                                     | Théo Delacroix ‏                        | 66                                     |
| 53                                     | جان هيرت                               | 55                                     |
| 54                                     | ريكاردو مينالي                         | 98                                     |
| 55                                     | بيتر فانسبيوك                          | لم يكمل السباق-2                       |
| 56                                     | جورج تسيمارمان                         | 7                                      |

| لوتو سودال LTS | لوتو سودال LTS      | لوتو سودال LTS |
| -------------- | ------------------- | -------------- |
| م              | عداء                | مرتبة          |
| 61             | Steff Cras ‏         | 15             |
| 62             | فريدريك فريزون      | 90             |
| 63             | Andreas Kron ‏       | 13             |
| 64             | Sylvain Moniquet ‏   | 56             |
| 65             | Harm Vanhoucke ‏     | 2              |
| 66             | Florian Vermeersch ‏ | 79             |

| Trek-Segafredo TFS | Trek-Segafredo TFS | Trek-Segafredo TFS |
| ------------------ | ------------------ | ------------------ |
| م                  | عداء               | مرتبة              |
| 71                 | Niklas Eg ‏         | 44                 |
| 72                 | Kiel Reijnen ‏      | 96                 |
| 73                 | ميشيل رييس         | 23                 |
| 74                 | كوين سيمونز        | 41                 |
| 75                 | Mattias Skjelmose  | 5                  |
| 76                 | Antonio Tiberi ‏    | 78                 |

| فيتال كونسبت ‏ BBK | فيتال كونسبت ‏ BBK      | فيتال كونسبت ‏ BBK |
| ----------------- | ---------------------- | ----------------- |
| م                 | عداء                   | مرتبة             |
| 81                | ألان بوالو ‏            | 46                |
| 82                | جوناس فان جينشتن       | 100               |
| 83                | Maxime Chevalier ‏      | 20                |
| 84                | بريان كوكار            | 84                |
| 85                | كوينتين باشر           | 27                |
| 86                | Sebastian Schönberger ‏ | 39                |

| Arkéa-Samsic ARK | Arkéa-Samsic ARK    | Arkéa-Samsic ARK |
| ---------------- | ------------------- | ---------------- |
| م                | عداء                | مرتبة            |
| 91               | ماكسيم بويه         | 24               |
| 92               | أنتوني ديلابلاسي    | 36               |
| 93               | ايلي جيسبرت         | 33               |
| 94               | Thibault Guernalec ‏ | 75               |
| 95               | Christophe Noppe ‏   | لم يبدأ-3        |
| 96               | ناصر بوهاني         | لم يبدأ-3        |

| Alpecin-Fenix AFC | Alpecin-Fenix AFC     | Alpecin-Fenix AFC |
| ----------------- | --------------------- | ----------------- |
| م                 | عداء                  | مرتبة             |
| 101               | فلوريس دي تير         | 14                |
| 102               | يجف دي بوندت          | 85                |
| 103               | Otto Vergaerde ‏       | 83                |
| 104               | Alexandar Richardson ‏ | لم يكمل السباق-3  |
| 105               | Philipp Walsleben ‏    | 87                |
| 106               | Lubomír Petruš ‏       | 97                |

| ديلكو ‏ DKO | ديلكو ‏ DKO          | ديلكو ‏ DKO       |
| ---------- | ------------------- | ---------------- |
| م          | عداء                | مرتبة            |
| 111        | Clément Carisey ‏    | لم يكمل السباق-1 |
| 112        | لوكاس دي روسي       | 89               |
| 113        | خوسيه مانويل دياز   | 10               |
| 114        | ديليو فرنانديز كروز | 35               |
| 115        | Mathias Le Turnier ‏ | 64               |
| 116        | بيير باربييه        | لم يكمل السباق-1 |

| TotalEnergies TDE | TotalEnergies TDE   | TotalEnergies TDE |
| ----------------- | ------------------- | ----------------- |
| م                 | عداء                | مرتبة             |
| 121               | نيكولو بونيفازيو    | لم يكمل السباق-2  |
| 122               | Mathieu Burgaudeau ‏ | 63                |
| 123               | Fabien Doubey ‏      | 45                |
| 124               | ألكسندر غينز        | 62                |
| 125               | بيير لاتور          | 12                |
| 126               | Geoffrey Soupe ‏     | 58                |

| كاجا رورال-سيغوروس ‏ CJR | كاجا رورال-سيغوروس ‏ CJR | كاجا رورال-سيغوروس ‏ CJR |
| ----------------------- | ----------------------- | ----------------------- |
| م                       | عداء                    | مرتبة                   |
| 131                     | Álvaro Cuadros ‏         | 93                      |
| 132                     | ديفيد غونزاليس          | لم يكمل السباق-3        |
| 133                     | Sergio Martín ‏          | 69                      |
| 134                     | Jhojan García ‏          | 22                      |
| 135                     | Josu Etxeberria ‏        | لم يكمل السباق-2        |
| 136                     | Carmelo Urbano ‏         | 95                      |

| غازبروم روسفيلو ‏ GAZ | غازبروم روسفيلو ‏ GAZ         | غازبروم روسفيلو ‏ GAZ |
| -------------------- | ---------------------------- | -------------------- |
| م                    | عداء                         | مرتبة                |
| 141                  | Artem Nych ‏                  | 61                   |
| 142                  | كريستيان سكاروني ‏            | 73                   |
| 143                  | ديمتري ستراخوف               | 18                   |
| 144                  | Nikolay Cherkasov (cyclist) ‏ | 31                   |
| 145                  | سيرجي تشيرنيتسكي             | 28                   |
| 146                  | Pavel Kochetkov ‏             | 74                   |

| إيولو كوميت ‏ EOK | إيولو كوميت ‏ EOK        | إيولو كوميت ‏ EOK |
| ---------------- | ----------------------- | ---------------- |
| م                | عداء                    | مرتبة            |
| 151              | Erik Fetter ‏            | 57               |
| 152              | Mattia Frapporti ‏       | لم يكمل السباق-3 |
| 153              | سيرجيو غارسيا غونزاليس ‏ | 52               |
| 154              | مارك كريستيان           | 47               |
| 155              | Luca Wackermann ‏        | لم يكمل السباق-3 |
| 156              | Edward Ravasi ‏          | 29               |

| إتش بي بي تي بي – أوبير 93 ‏ AUB | إتش بي بي تي بي – أوبير 93 ‏ AUB | إتش بي بي تي بي – أوبير 93 ‏ AUB |
| ------------------------------- | ------------------------------- | ------------------------------- |
| م                               | عداء                            | مرتبة                           |
| 161                             | Romain Cardis ‏                  | 94                              |
| 162                             | أنتوني مالدونادو                | لم يكمل السباق-2                |
| 163                             | Flavien Maurelet ‏               | 53                              |
| 164                             | Morné van Niekerk ‏              | لم يكمل السباق-3                |
| 165                             | Tony Hurel ‏                     | لم يكمل السباق-2                |
| 166                             | Jason Tesson ‏                   | 102                             |

| Van Rysel–Roubaix ‏ XRL | Van Rysel–Roubaix ‏ XRL | Van Rysel–Roubaix ‏ XRL |
| ---------------------- | ---------------------- | ---------------------- |
| م                      | عداء                   | مرتبة                  |
| 171                    | جوليان أنتومارشي       | لم يكمل السباق-3       |
| 172                    | Ivan Centrone ‏         | لم يكمل السباق-2       |
| 173                    | ماثياس دي ويت          | 72                     |
| 174                    | ديلن كوالسكي ‏          | لم يكمل السباق-3       |
| 175                    | Maxime Urruty ‏         | 80                     |
| 176                    | Jérémy Leveau ‏         | 88                     |

| Hagens Berman Jayco ‏ HBA | Hagens Berman Jayco ‏ HBA | Hagens Berman Jayco ‏ HBA |
| ------------------------ | ------------------------ | ------------------------ |
| م                        | عداء                     | مرتبة                    |
| 181                      | شون كوين ‏                | 19                       |
| 182                      | Matthew Riccitello ‏      | 25                       |
| 183                      | بيدرو اندرادي ‏           | 103                      |
| 184                      | POR                      | لم يكمل السباق-2         |
| 185                      | Samuel Janisch‏           | 104                      |

| فريق ألمانيا للدراجات الهوائية على الطريق تحت 23 سنة 2021 ‏ GER | فريق ألمانيا للدراجات الهوائية على الطريق تحت 23 سنة 2021 ‏ GER | فريق ألمانيا للدراجات الهوائية على الطريق تحت 23 سنة 2021 ‏ GER |
| -------------------------------------------------------------- | -------------------------------------------------------------- | -------------------------------------------------------------- |
| م                                                              | عداء                                                           | مرتبة                                                          |
| 191                                                            | Florian Lipowitz ‏                                              | 65                                                             |
| 192                                                            | Jakob Geßner ‏                                                  | 21                                                             |
| 193                                                            | Dominik Röber ‏                                                 | 40                                                             |
| 194                                                            | Jannis Peter ‏                                                  | 49                                                             |
| 195                                                            | Georg Steinhauser ‏                                             | 9                                                              |
| 196                                                            | Alexander Tarlton ‏                                             | 76                                                             |

| فريق فرنسا لركوب الدراجات للرجال 2021 ‏ FRA | فريق فرنسا لركوب الدراجات للرجال 2021 ‏ FRA | فريق فرنسا لركوب الدراجات للرجال 2021 ‏ FRA |
| ------------------------------------------ | ------------------------------------------ | ------------------------------------------ |
| م                                          | عداء                                       | مرتبة                                      |
| 201                                        | FRA                                        | 26                                         |
| 202                                        | Émile Brenans‏                              | 81                                         |
| 203                                        | Florent Castellarnau ‏                      | 16                                         |
| 204                                        | FRA                                        | 30                                         |
| 205                                        | Clément Didier‏                             | 50                                         |
| 206                                        | Louis Richard ‏                             | 34                                         |

| AG2R Citroën Team ACT | AG2R Citroën Team ACT   | AG2R Citroën Team ACT |
| --------------------- | ----------------------- | --------------------- |
| م                     | عداء                    | مرتبة                 |
| 1                     | Clément Champoussin ‏    | 6                     |
| 2                     | Dorian Godon ‏           | 68                    |
| 3                     | Aurélien Paret-Peintre ‏ | 38                    |
| 4                     | Nans Peters ‏            | 77                    |
| 5                     | Nicolas Prodhomme ‏      | 51                    |
| 6                     | كليمان فنتوريني         | 32                    |

| Cofidis COF | Cofidis COF    | Cofidis COF |
| ----------- | -------------- | ----------- |
| م           | عداء           | مرتبة       |
| 11          | Victor Lafay ‏  | 37          |
| 12          | توماس شامبيون  | 59          |
| 13          | جيمبي دراكر    | 86          |
| 14          | Eddy Finé ‏     | 67          |
| 15          | ايمانويل مورين | 71          |
| 16          | Rémy Rochas ‏   | 8           |

| Groupama-FDJ GFC | Groupama-FDJ GFC | Groupama-FDJ GFC |
| ---------------- | ---------------- | ---------------- |
| م                | عداء             | مرتبة            |
| 21               | أنطوان دوتشيسن   | 60               |
| 22               | Simon Guglielmi ‏ | 43               |
| 23               | أوليفييه لو جاك  | 11               |
| 24               | توبياس لودفيجسون | 54               |
| 25               | رودي مولار       | 17               |
| 26               | ماتيو باديلاتي   | 3                |

| Deceuninck-Quick Step DQT | Deceuninck-Quick Step DQT | Deceuninck-Quick Step DQT |
| ------------------------- | ------------------------- | ------------------------- |
| م                         | عداء                      | مرتبة                     |
| 31                        | Shane Archbold ‏           | 82                        |
| 32                        | Andrea Bagioli ‏           | 4                         |
| 33                        | يان غاريسون               | 101                       |
| 34                        | ألفارو هودج               | 70                        |
| 35                        | Stijn Steels ‏             | 92                        |
| 36                        | Jannik Steimle ‏           | 42                        |

| Team DSM DSM | Team DSM DSM        | Team DSM DSM     |
| ------------ | ------------------- | ---------------- |
| م            | عداء                | مرتبة            |
| 41           | فيليكس غال          | 91               |
| 42           | مايكل ستورر         | 1                |
| 43           | Florian Stork ‏      | 99               |
| 44           | Marco Brenner ‏      | OTL-3            |
| 45           | Gianmarco Garofoli ‏ | لم يكمل السباق-2 |
| 46           | Henri Vandenabeele ‏ | 48               |

| Intermarché-Wanty-Gobert Matériaux IWG | Intermarché-Wanty-Gobert Matériaux IWG | Intermarché-Wanty-Gobert Matériaux IWG |
| -------------------------------------- | -------------------------------------- | -------------------------------------- |
| م                                      | عداء                                   | مرتبة                                  |
| 51                                     | Jérémy Bellicaud ‏                      | لم يكمل السباق-3                       |
| 52                                     | Théo Delacroix ‏                        | 66                                     |
| 53                                     | جان هيرت                               | 55                                     |
| 54                                     | ريكاردو مينالي                         | 98                                     |
| 55                                     | بيتر فانسبيوك                          | لم يكمل السباق-2                       |
| 56                                     | جورج تسيمارمان                         | 7                                      |

| لوتو سودال LTS | لوتو سودال LTS      | لوتو سودال LTS |
| -------------- | ------------------- | -------------- |
| م              | عداء                | مرتبة          |
| 61             | Steff Cras ‏         | 15             |
| 62             | فريدريك فريزون      | 90             |
| 63             | Andreas Kron ‏       | 13             |
| 64             | Sylvain Moniquet ‏   | 56             |
| 65             | Harm Vanhoucke ‏     | 2              |
| 66             | Florian Vermeersch ‏ | 79             |

| Trek-Segafredo TFS | Trek-Segafredo TFS | Trek-Segafredo TFS |
| ------------------ | ------------------ | ------------------ |
| م                  | عداء               | مرتبة              |
| 71                 | Niklas Eg ‏         | 44                 |
| 72                 | Kiel Reijnen ‏      | 96                 |
| 73                 | ميشيل رييس         | 23                 |
| 74                 | كوين سيمونز        | 41                 |
| 75                 | Mattias Skjelmose  | 5                  |
| 76                 | Antonio Tiberi ‏    | 78                 |

| فيتال كونسبت ‏ BBK | فيتال كونسبت ‏ BBK      | فيتال كونسبت ‏ BBK |
| ----------------- | ---------------------- | ----------------- |
| م                 | عداء                   | مرتبة             |
| 81                | ألان بوالو ‏            | 46                |
| 82                | جوناس فان جينشتن       | 100               |
| 83                | Maxime Chevalier ‏      | 20                |
| 84                | بريان كوكار            | 84                |
| 85                | كوينتين باشر           | 27                |
| 86                | Sebastian Schönberger ‏ | 39                |

| Arkéa-Samsic ARK | Arkéa-Samsic ARK    | Arkéa-Samsic ARK |
| ---------------- | ------------------- | ---------------- |
| م                | عداء                | مرتبة            |
| 91               | ماكسيم بويه         | 24               |
| 92               | أنتوني ديلابلاسي    | 36               |
| 93               | ايلي جيسبرت         | 33               |
| 94               | Thibault Guernalec ‏ | 75               |
| 95               | Christophe Noppe ‏   | لم يبدأ-3        |
| 96               | ناصر بوهاني         | لم يبدأ-3        |

| Alpecin-Fenix AFC | Alpecin-Fenix AFC     | Alpecin-Fenix AFC |
| ----------------- | --------------------- | ----------------- |
| م                 | عداء                  | مرتبة             |
| 101               | فلوريس دي تير         | 14                |
| 102               | يجف دي بوندت          | 85                |
| 103               | Otto Vergaerde ‏       | 83                |
| 104               | Alexandar Richardson ‏ | لم يكمل السباق-3  |
| 105               | Philipp Walsleben ‏    | 87                |
| 106               | Lubomír Petruš ‏       | 97                |

| ديلكو ‏ DKO | ديلكو ‏ DKO          | ديلكو ‏ DKO       |
| ---------- | ------------------- | ---------------- |
| م          | عداء                | مرتبة            |
| 111        | Clément Carisey ‏    | لم يكمل السباق-1 |
| 112        | لوكاس دي روسي       | 89               |
| 113        | خوسيه مانويل دياز   | 10               |
| 114        | ديليو فرنانديز كروز | 35               |
| 115        | Mathias Le Turnier ‏ | 64               |
| 116        | بيير باربييه        | لم يكمل السباق-1 |

| TotalEnergies TDE | TotalEnergies TDE   | TotalEnergies TDE |
| ----------------- | ------------------- | ----------------- |
| م                 | عداء                | مرتبة             |
| 121               | نيكولو بونيفازيو    | لم يكمل السباق-2  |
| 122               | Mathieu Burgaudeau ‏ | 63                |
| 123               | Fabien Doubey ‏      | 45                |
| 124               | ألكسندر غينز        | 62                |
| 125               | بيير لاتور          | 12                |
| 126               | Geoffrey Soupe ‏     | 58                |

| كاجا رورال-سيغوروس ‏ CJR | كاجا رورال-سيغوروس ‏ CJR | كاجا رورال-سيغوروس ‏ CJR |
| ----------------------- | ----------------------- | ----------------------- |
| م                       | عداء                    | مرتبة                   |
| 131                     | Álvaro Cuadros ‏         | 93                      |
| 132                     | ديفيد غونزاليس          | لم يكمل السباق-3        |
| 133                     | Sergio Martín ‏          | 69                      |
| 134                     | Jhojan García ‏          | 22                      |
| 135                     | Josu Etxeberria ‏        | لم يكمل السباق-2        |
| 136                     | Carmelo Urbano ‏         | 95                      |

| غازبروم روسفيلو ‏ GAZ | غازبروم روسفيلو ‏ GAZ         | غازبروم روسفيلو ‏ GAZ |
| -------------------- | ---------------------------- | -------------------- |
| م                    | عداء                         | مرتبة                |
| 141                  | Artem Nych ‏                  | 61                   |
| 142                  | كريستيان سكاروني ‏            | 73                   |
| 143                  | ديمتري ستراخوف               | 18                   |
| 144                  | Nikolay Cherkasov (cyclist) ‏ | 31                   |
| 145                  | سيرجي تشيرنيتسكي             | 28                   |
| 146                  | Pavel Kochetkov ‏             | 74                   |

| إيولو كوميت ‏ EOK | إيولو كوميت ‏ EOK        | إيولو كوميت ‏ EOK |
| ---------------- | ----------------------- | ---------------- |
| م                | عداء                    | مرتبة            |
| 151              | Erik Fetter ‏            | 57               |
| 152              | Mattia Frapporti ‏       | لم يكمل السباق-3 |
| 153              | سيرجيو غارسيا غونزاليس ‏ | 52               |
| 154              | مارك كريستيان           | 47               |
| 155              | Luca Wackermann ‏        | لم يكمل السباق-3 |
| 156              | Edward Ravasi ‏          | 29               |

| إتش بي بي تي بي – أوبير 93 ‏ AUB | إتش بي بي تي بي – أوبير 93 ‏ AUB | إتش بي بي تي بي – أوبير 93 ‏ AUB |
| ------------------------------- | ------------------------------- | ------------------------------- |
| م                               | عداء                            | مرتبة                           |
| 161                             | Romain Cardis ‏                  | 94                              |
| 162                             | أنتوني مالدونادو                | لم يكمل السباق-2                |
| 163                             | Flavien Maurelet ‏               | 53                              |
| 164                             | Morné van Niekerk ‏              | لم يكمل السباق-3                |
| 165                             | Tony Hurel ‏                     | لم يكمل السباق-2                |
| 166                             | Jason Tesson ‏                   | 102                             |

| Van Rysel–Roubaix ‏ XRL | Van Rysel–Roubaix ‏ XRL | Van Rysel–Roubaix ‏ XRL |
| ---------------------- | ---------------------- | ---------------------- |
| م                      | عداء                   | مرتبة                  |
| 171                    | جوليان أنتومارشي       | لم يكمل السباق-3       |
| 172                    | Ivan Centrone ‏         | لم يكمل السباق-2       |
| 173                    | ماثياس دي ويت          | 72                     |
| 174                    | ديلن كوالسكي ‏          | لم يكمل السباق-3       |
| 175                    | Maxime Urruty ‏         | 80                     |
| 176                    | Jérémy Leveau ‏         | 88                     |

| Hagens Berman Jayco ‏ HBA | Hagens Berman Jayco ‏ HBA | Hagens Berman Jayco ‏ HBA |
| ------------------------ | ------------------------ | ------------------------ |
| م                        | عداء                     | مرتبة                    |
| 181                      | شون كوين ‏                | 19                       |
| 182                      | Matthew Riccitello ‏      | 25                       |
| 183                      | بيدرو اندرادي ‏           | 103                      |
| 184                      | POR                      | لم يكمل السباق-2         |
| 185                      | Samuel Janisch‏           | 104                      |

| فريق ألمانيا للدراجات الهوائية على الطريق تحت 23 سنة 2021 ‏ GER | فريق ألمانيا للدراجات الهوائية على الطريق تحت 23 سنة 2021 ‏ GER | فريق ألمانيا للدراجات الهوائية على الطريق تحت 23 سنة 2021 ‏ GER |
| -------------------------------------------------------------- | -------------------------------------------------------------- | -------------------------------------------------------------- |
| م                                                              | عداء                                                           | مرتبة                                                          |
| 191                                                            | Florian Lipowitz ‏                                              | 65                                                             |
| 192                                                            | Jakob Geßner ‏                                                  | 21                                                             |
| 193                                                            | Dominik Röber ‏                                                 | 40                                                             |
| 194                                                            | Jannis Peter ‏                                                  | 49                                                             |
| 195                                                            | Georg Steinhauser ‏                                             | 9                                                              |
| 196                                                            | Alexander Tarlton ‏                                             | 76                                                             |

| فريق فرنسا لركوب الدراجات للرجال 2021 ‏ FRA | فريق فرنسا لركوب الدراجات للرجال 2021 ‏ FRA | فريق فرنسا لركوب الدراجات للرجال 2021 ‏ FRA |
| ------------------------------------------ | ------------------------------------------ | ------------------------------------------ |
| م                                          | عداء                                       | مرتبة                                      |
| 201                                        | FRA                                        | 26                                         |
| 202                                        | Émile Brenans‏                              | 81                                         |
| 203                                        | Florent Castellarnau ‏                      | 16                                         |
| 204                                        | FRA                                        | 30                                         |
| 205                                        | Clément Didier‏                             | 50                                         |
| 206                                        | Louis Richard ‏                             | 34                                         |

## التصنيف العام النهائي
| التصنيف العام         | التصنيف العام        | التصنيف العام | التصنيف العام                      | التصنيف العام     |
| العداء                | العداء               | البلد         | الفريق                             | الوقت             |
| --------------------- | -------------------- | ------------- | ---------------------------------- | ----------------- |
| 1                     | مايكل ستورر          | أستراليا      | Team DSM                           | 9 س 00 دقيقة 35 ث |
| 2                     | Harm Vanhoucke ‏      | بلجيكا        | لوتو سودال                         | + 55 ث            |
| 3                     | ماتيو باديلاتي       | سويسرا        | Groupama-FDJ                       | + 1 دقيقة 01 ث    |
| 4                     | Andrea Bagioli ‏      | إيطاليا       | دكونيك كويك ستب                    | + 1 دقيقة 15 ث    |
| 5                     | ماتياس سكجلموس جنسن  | الدنمارك      | تريك سيغافريدو                     | + 1 دقيقة 17 ث    |
| 6                     | Clément Champoussin ‏ | فرنسا         | AG2R Citroën Team                  | + 1 دقيقة 23 ث    |
| 7                     | جورج زيمارمان        | ألمانيا       | Intermarché-Wanty-Gobert Matériaux | + 1 دقيقة 29 ث    |
| 8                     | Rémy Rochas ‏         | فرنسا         | Cofidis                            | + 1 دقيقة 39 ث    |
| 9                     | Georg Steinhauser ‏   | ألمانيا       | ألمانيا تحت 23                     | + 1 دقيقة 46 ث    |
| 10                    | خوسيه مانويل دياز    | إسبانيا       | Delko                              | + 1 دقيقة 57 ث    |
| مصدر: ProCyclingStats |                      |               |                                    |                   |

### تصنيف النقاط
| تصنيف النقاط          | تصنيف النقاط        | تصنيف النقاط | تصنيف النقاط                       | تصنيف النقاط |
| العداء                | العداء              | البلد        | الفريق                             | النقاط       |
| --------------------- | ------------------- | ------------ | ---------------------------------- | ------------ |
| 1                     | مايكل ستورر         | أستراليا     | Team DSM                           | 45 نقطة      |
| 2                     | Harm Vanhoucke ‏     | بلجيكا       | لوتو سودال                         | 30 نقطة      |
| 3                     | جورج زيمارمان       | ألمانيا      | Intermarché-Wanty-Gobert Matériaux | 25 نقطة      |
| 4                     | ألفارو هودج         | كولومبيا     | دكونيك كويك ستب                    | 25 نقطة      |
| 5                     | ماتيو باديلاتي      | سويسرا       | Groupama-FDJ                       | 24 نقطة      |
| 6                     | Andrea Bagioli ‏     | إيطاليا      | دكونيك كويك ستب                    | 20 نقطة      |
| 7                     | ماتياس سكجلموس جنسن | الدنمارك     | تريك سيغافريدو                     | 16 نقطة      |
| 8                     | بريان كوكار         | فرنسا        | B&B Hotels p/b KTM                 | 16 نقطة      |
| 9                     | Rémy Rochas ‏        | فرنسا        | Cofidis                            | 14 نقطة      |
| 10                    | خوسيه مانويل دياز   | إسبانيا      | Delko                              | 12 نقطة      |
| مصدر: ProCyclingStats |                     |              |                                    |              |

### تصنيف الجبال
| تصنيف الجبال          | تصنيف الجبال           | تصنيف الجبال | تصنيف الجبال           | تصنيف الجبال |
| العداء                | العداء                 | البلد        | الفريق                 | النقاط       |
| --------------------- | ---------------------- | ------------ | ---------------------- | ------------ |
| 1                     | مايكل ستورر            | أستراليا     | Team DSM               | 20 نقطة      |
| 2                     | Sylvain Moniquet ‏      | بلجيكا       | لوتو سودال             | 15 نقطة      |
| 3                     | Simon Guglielmi ‏       | فرنسا        | Groupama-FDJ           | 13 نقطة      |
| 4                     | Clément Champoussin ‏   | فرنسا        | AG2R Citroën Team      | 12 نقطة      |
| 5                     | Sebastian Schönberger ‏ | النمسا       | B&B Hotels p/b KTM     | 10 نقطة      |
| 6                     | ماتيو باديلاتي         | سويسرا       | Groupama-FDJ           | 10 نقطة      |
| 7                     | Rémy Rochas ‏           | فرنسا        | Cofidis                | 8 نقطة       |
| 8                     | Carmelo Urbano ‏        | إسبانيا      | Caja Rural-Seguros RGA | 8 نقطة       |
| 9                     | كوينتين باشر           | فرنسا        | B&B Hotels p/b KTM     | 8 نقطة       |
| 10                    | Victor Lafay ‏          | فرنسا        | Cofidis                | 8 نقطة       |
| مصدر: ProCyclingStats |                        |              |                        |              |

## تصنيف الفرق

### الفرق حسب الوقت
| تصنيف الفرق حسب الوقت | تصنيف الفرق حسب الوقت              | تصنيف الفرق حسب الوقت | تصنيف الفرق حسب الوقت |
| الفريق                | الفريق                             | البلد                 | الوقت                 |
| --------------------- | ---------------------------------- | --------------------- | --------------------- |
| 1                     | لوتو سودال                         | بلجيكا                | 27 س 44 دقيقة 28 ث    |
| 2                     | Groupama-FDJ                       | فرنسا                 | + 2 ث                 |
| 3                     | فرنسا                              | فرنسا                 | + 9 دقيقة 02 ث        |
| 4                     | ألمانيا تحت 23                     | ألمانيا               | + 13 دقيقة 32 ث       |
| 5                     | B&B Hotels p/b KTM                 | فرنسا                 | + 13 دقيقة 34 ث       |
| 6                     | تريك سيغافريدو                     | الولايات المتحدة      | + 13 دقيقة 44 ث       |
| 7                     | AG2R Citroën Team                  | فرنسا                 | + 13 دقيقة 58 ث       |
| 8                     | Gazprom-RusVelo                    | روسيا                 | + 15 دقيقة 06 ث       |
| 9                     | اركيا سامسيك                       | فرنسا                 | + 18 دقيقة 05 ث       |
| 10                    | Eolo-Kometa                        | إيطاليا               | + 27 دقيقة 36 ث       |
| 11                    | توتال إنرجيز 2021                  | فرنسا                 | + 27 دقيقة 46 ث       |
| 12                    | Cofidis                            | فرنسا                 | + 30 دقيقة 38 ث       |
| 13                    | Delko                              | فرنسا                 | + 32 دقيقة 01 ث       |
| 14                    | Team DSM                           | ألمانيا               | + 34 دقيقة 07 ث       |
| 15                    | دكونيك كويك ستب                    | بلجيكا                | + 40 دقيقة 04 ث       |
| 16                    | Intermarché-Wanty-Gobert Matériaux | بلجيكا                | + 44 دقيقة 41 ث       |
| 17                    | Hagens Berman Axeon                | الولايات المتحدة      | + 51 دقيقة 05 ث       |
| 18                    | كاجا رورال-سيغوروس 2021            | إسبانيا               | + 54 دقيقة 55 ث       |
| 19                    | Alpecin-Fenix                      | بلجيكا                | + 1 س 12 دقيقة 58 ث   |
| 20                    | Saint Michel-Auber 93              | فرنسا                 | + 1 س 26 دقيقة 19 ث   |
| 21                    | Xelliss-Roubaix Lille Métropole    | فرنسا                 | + 1 س 39 دقيقة 20 ث   |
| مصدر: ProCyclingStats |                                    |                       |                       |

## تصانيف فرعية

### تصنيف أفضل شاب
| تصنيف أفضل شاب        | تصنيف أفضل شاب       | تصنيف أفضل شاب   | تصنيف أفضل شاب         | تصنيف أفضل شاب    |
| العداء                | العداء               | البلد            | الفريق                 | الوقت             |
| --------------------- | -------------------- | ---------------- | ---------------------- | ----------------- |
| 1                     | Andrea Bagioli ‏      | إيطاليا          | دكونيك كويك ستب        | 9 س 01 دقيقة 02 ث |
| 2                     | ماتياس سكجلموس جنسن  | الدنمارك         | تريك سيغافريدو         | + 2 ث             |
| 3                     | Clément Champoussin ‏ | فرنسا            | AG2R Citroën Team      | + 8 ث             |
| 4                     | Georg Steinhauser ‏   | ألمانيا          | ألمانيا تحت 23         | + 31 ث            |
| 5                     | Andreas Kron ‏        | الدنمارك         | لوتو سودال             | + 46 ث            |
| 6                     | شون كوين ‏            | الولايات المتحدة | Hagens Berman Axeon    | + 2 دقيقة 08 ث    |
| 7                     | Maxime Chevalier ‏    | فرنسا            | B&B Hotels p/b KTM     | + 2 دقيقة 08 ث    |
| 8                     | Jakob Geßner ‏        | ألمانيا          | Rad-net Rose Team      | + 2 دقيقة 08 ث    |
| 9                     | Jhojan García ‏       | كولومبيا         | Caja Rural-Seguros RGA | + 2 دقيقة 08 ث    |
| 10                    | ميشيل رييس           | لوكسمبورغ        | تريك سيغافريدو         | + 2 دقيقة 08 ث    |
| مصدر: ProCyclingStats |                      |                  |                        |                   |

## وصلات خارجية
- الموقع الرسمي
- لمحة عن سباق طواف أين 2021 على موقع  ProCyclingStats   (برو  سايكلنج  ستاتس) - إحصاءات  محترفي  الدراجات.
- طواف أين 2021 على موقع إحصائيات الدراجات الإحترافية (الإنجليزية)